# Горащенков Микола Олександрович
Горащенков Микола Олександрович (17 грудня 1953, Нижній Новгород (РФ)) — легендарний слідчий, двічі керівник кримінального розшуку столиці, адвокат, позаштатний радник Адміністрації Президента України від 1993 по 1994.

## Життєпис
Дата і місце народження: 17.12.1953 р., м. Нижній Новгород (РФ)
Сімейний стан: одружений, має трьох синів.
Освіта, науковий ступінь, вчене звання: вища,

- 1990 рік — І факультет підготовки вищого командного складу Академії МВС СРСР;
- 1982 рік — Київська вища школа міліції;
- 1977 рік — Московська середня школа міліції

Громадянство: України.
Володіння мовами: українська, російська.
Суспільна, політична діяльність: 1983—1987 рр. — депутат райради м. Києва (2 строки).
Ранг, чин, звання: полковник міліції.

## Професійна діяльність
- 1971 — 1972 — слюсар Горьковського філіалу Московського агрегатного заводу
- 1972 — 1974 — служба в Радянській Армії
- 1974 — 1978 — міліціонер, командир взводу, інспектор кримінального розшуку лінійного відділу міліції на станції Горький
- 1978 — 1983 — дільничний інспектор, старший дільничний інспектор, заступник начальника по оперативній роботі міського відділу міліції, заступник начальника Жовтневого РВВС м. Києва
- 1983 — 1986 — начальник Радянського РВВС м. Києва
- 1986 — 1988 — начальник Управління кримінального розшуку м. Києва
- 1988 — 1990 — слухач І-го факультету Академії МВС СРСР
- 1990 — 1991 — заступник начальника Управління кримінальної служби ГУВС м. Києва
- 1991 — 1993 — начальник Управління кримінального розшуку ГУВС м. Києва
- 1993 — 1994 — позаштатний радник Адміністрації Президента України
- 1993 — 2005 — генеральний директор ТОВ «Інтеркас-Київ»
- 1999 — адвокат, президент Адвокатського об'єднання «Професіонал-99» та Юридичної фірми «Interlaw»

## Нагороди, заохочення, почесні звання
- медаль «За відмінну службу по охороні громадського порядку»;
- медаль «За бездоганну службу III ступеню»;
- медаль «За бездоганну службу II ступеню»;
- медаль «В пам'ять 1500 років м. Києву»;
- почесна грамота МВС України;
- іменна зброя.

## Преса і публікації
1. Ветеран столичного карного розшуку Микола Горащенков — у відставці, але в строю [Архівовано 5 березня 2014 у Wayback Machine.]
2. Украинская милиция: от Головченко до Луценко-3. [Архівовано 4 березня 2016 у Wayback Machine.]
3. Звезды спорта в 90-х промышляли рэкетом, а теперь стали стрелять и лихачить. [Архівовано 5 березня 2014 у Wayback Machine.]
4. Выпуск газета Сегодня № 558 19.04.2000. [Архівовано 5 березня 2014 у Wayback Machine.]
5. Как зарождался украинский капитализм. [Архівовано 9 березня 2016 у Wayback Machine.]
6. Киев бандитский.
7. Расстрел для отравительницы детей.[недоступне посилання з липня 2019]
8. Убийство возле милиции и пистолеты из сортира. [Архівовано 5 березня 2014 у Wayback Machine.]
9. Новогодний криминал: От убийства до курьезов. [Архівовано 5 березня 2014 у Wayback Machine.]
10. «Герой Советского Союза» получил приговор и штраф. [Архівовано 5 березня 2014 у Wayback Machine.]
11. Дважды возглавлявший киевский уголовный розыск полковник милиции Николай ГОРАЩЕНКОВ: «До 90-х в криминалистике господствовал детектив, после — боевик». [Архівовано 5 березня 2014 у Wayback Machine.]